# Daniel Salamanca Urey
Daniel Domingo Salamanca Urey född 8 juli 1869, död 17 juli 1935. Var en boliviansk politiker och Bolivias president 1931-1935. Hans tid som president kom att präglas av det för Bolivia katastrofala Chacokriget.
Salamanca tillhörde en falang inom boliviansk politik som länge propagerat för en hårdare och mer aggressiv politik mot grannlandet Paraguay, detta grundade sig i att båda länderna gjorde anspråk på Chacoregionen (som dock varken Bolivia eller Paraguay kontrollerade) och Salamanca såg ett krig mot grannlandet som något nödvändigt för att en gång för alla säkra regionen för Bolivia. När mindre oljefyndigheter upptäcktes i Chaco 1930 fick Salamanca och hans anhängare gehör för sitt budskap och detta bidrog stort till att han valdes till president 1931.

## Chacokriget
På Salamancas order sändes bolivianska trupper djupt in i Chaco i början av 1932 för att bygga en garnison. I samband med detta stötte de dock ihop med paraguayanska trupper som var där i samma syfte och en mindre eldstrid utbröt varpå de paraguayanska trupperna retirerade. Salamanca tog denna incident som en förevändning att bryta alla diplomatiska förbindelser med Paraguay och  mobilisera den bolivianska armén för krig. 
Den 15 juni 1932 förklarade Bolivia Paraguay krig och samma dag gick bolivianska trupper in i Paraguay. Kriget blev dock en total katastrof för Bolivia, vars armé snabbt visade sig vara helt förlamad av låg stridsmoral och en omfattande inkompetens inom officerstaben och den bolivianska offensiven stannade av bara efter några dagar, därefter blev Paraguay den offensiva parten i kriget. Trots allt större motgångar och att kriget höll på att ruinera landet var Salamanca fast besluten av att fortsätta till varje pris. Den 27 november 1934 reste han till militärhögkvarteret i Villamontes för att personligen ta befälet över trupperna i ett desperat försök att höja stridsmoralen bland de bolivianska soldaterna. Istället arresterades han när han vid ankomsten av en grupp officerare och tvingades att avgå som president. Han efterträddes av sin vicepresident José Luis Tejada Sorzano som omedelbart började verka för ett slut på kriget. Ett vapenstillestånd slöts den 12 juni 1935 och slutgiltig fred först 1938.
Efter att ha avsatts som president tilläts han på grund av sin sviktande hälsa att dra sig tillbaka till sin födelsestad Cochabamba där han avled i magcancer den 17 juni 1935, fem dagar efter att kriget tagit slut . I freden tillföll nästan hela den omtvistade Chacoregionen Paraguay, de oljefyndigheter som orsakat kriget visade sig senare vara för små för att kunna utvinnas.